# Helena Zarachowicz
Helena Zarachowicz z d. Budnik (ur. 19 września 1926 w Grodziszczanach, zm. 11 lipca 2012 w Warszawie) – polska historyk i bibliotekarka.

## Edukacja
W 1948 ukończyła Gimnazjum oraz Liceum Ogólnokształcące w Różanymstoku i rozpoczęła studia na Wydziale Historycznym Uniwersytetu Warszawskiego. Magisterium uzyskała w 1953. Wykształcenie bibliotekarskie uzyskała kończąc w latach 50 korespondencyjny kurs dla pracowników bibliotek. W 1969 otrzymała tytuł starszego kustosza dyplomowanego.

## Kariera zawodowa
W czasie studiów przez rok pracowała w Bibliotece Narodowej po czym przeniosła się do Akademii Wojskowo-Politycznej, gdzie współorganizowała bibliotekę tej uczelni.
Po uzyskaniu magisterium w 1953 rozpoczęła pracę w Wydziale Organizacyjnym Prezydium Rady Narodowej m.st. Warszawy. Po kilku miesiącach została przeniesiona do Wydziału Kultury, gdzie była odpowiedzialna za wizytacje bibliotek. W 1957 została kierownikiem Oddziału Bibliotek.
Od 1 października 1960 została wicedyrektorem ds. miejskiej sieci bibliotecznej w Bibliotece Publicznej m. st. Warszawy. Pod jej kierunkiem sieć rozrosła się, poprawiły się warunki lokalowe.Zabiegała w Stołecznej Komisji Planowania o wprowadzanie w planach nowych osiedli mieszkaniowych o miejsca na biblioteki.
Od 1975 objęła nadzorem merytorycznym wszystkie biblioteki publiczne i związkowe na terenie województwa warszawskiego. W roku 1977 została laureatem Nagrody Miasta Stołecznego Warszawy.
1 stycznia 1981 objęła stanowisko dyrektora Biblioteki Publicznej m. st. Warszawy, które sprawowała do 1991. Jej głównym zadaniem było przeprowadzenie remontu zabytkowego gmachu im. Kierbedziów zamkniętego w 1977 przez inspekcję pracy ze względu bezpieczeństwa. Remont ukończono w 1990.
Na prośbę varsawianistów skupionych przy bibliotece przekształciła Ośrodek Wiedzy o Warszawie w odrębny Dział Varsavianów (posiadał własną czytelnię, dobre warunki do pracy oraz gromadził wyspecjalizowany księgozbiór dotyczący Warszawy). 
W 1983 r. utworzyła Pracownię Bibliografii Czasopism Warszawskich (przekształconą w 1989 r. w Dział Bibliografii Czasopism Warszawskich), która pod kierownictwem prof. Konrada Zawadzkiego podjęła opracowywanie retrospektywnej  Bibliografii czasopism warszawskich za lata 1579-1981. T. 1-3 wydanej w l. 1994-2001. 
W 1991 zainicjowała sesje varsavianistyczne odbywające się w bibliotece. 23 października 2013 odbyła się 23 edycja. Udzielała licznych wywiadów na temat stanu bibliotek w Warszawie i województwie.
Zmarła w Warszawie. Pochowana na Cmentarzu Komunalnym Północnym (kwatera D-I-8-1-12).

## Wybrane publikacje
- Rozwój czytelnictwa w Bibliotece Publicznej m.st. Warszawy w latach 1945-1961. "Rocznik Warszawski". Warszawa, R. 4: 1963, s.277-287.

- Biblioteka Kolejowa przy Drodze Żelaznej Warszawsko-Wiedeńskiej. „Bibliotekarz” 1967 nr 2, s. 38-44.

- Organizacja i rozwój sieci bibliotek publicznych w Warszawie w latach 1945-1967. „Rocznik Warszawski” 1971, s. 315-338.

- Biblioteka Publiczna m.st. Warszawy. Dzieje, stan obecny, perspektywy rozwoju. „Rocznik Warszawski” 1975, s. 213-247.

- Warszawskie biblioteki publiczne W: Kultura Warszawy. [kom. Red. Józef Kazimierski i in.]. Warszawa: PWN, 1979, s. 443-462.

- Redaktor publikacji Katalog rękopisów Biblioteki Publicznej m.st. Warszawy. Oprac. K. Sokołowska-Grzeszczyk (Prace Biblioteki Publicznej m.st. Warszawy; T.2) PWN 1985, s. 214.

## Odznaczenia
- Medal 10-Lecia Polski Ludowej[6] (1956),
- Złoty Krzyż Zasługi (1966),
- Medal Komisji Edukacji Narodowej,
- Złota Odznaka honorowa „Za Zasługi dla Warszawy” (1968),
- Odznaka Przyjaciela Dziecka (1973),
- Krzyż Kawalerski Orderu Odrodzenia Polski (1973).